# Terrestrisk strålning

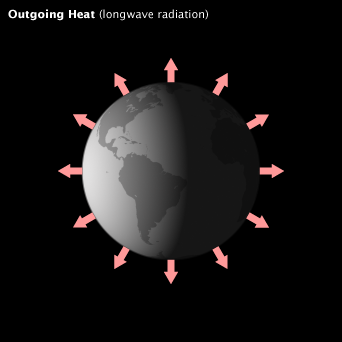
Terrestrisk strålning eller långvågig strålning.

Terrestrisk strålning, eller terrest strålning är den infraröda strålning som emitteras av jorden. Den terrestriska strålningen ligger ungefär i våglängdsintervallet 4-100 μm med en intensitetstopp på cirka 10 μm. Med en pyrgeometer kan man mäta den terrestriska strålningen. Omkring 94 procent av den terrestriska strålningen som emitteras av jorden absorberas av atmosfären, huvudsakligen av vattenånga.
Inom meteorologi benämns ofta den terrestriska strålningen för långvågig strålning, till skillnad mot solstrålning som benämns kortvågig strålning.:2251

Spektral intensitet av solljus (genomsnitt högst upp i atmosfären) och termisk strålning som sänds ut av jordens yta.

Utgående långvågsstrålning (OLR) är den långvågiga strålning som sänds ut till rymden från toppen av jordens atmosfär.:2241 Den kan också kallas utsänd markstrålning och spelar en viktig roll i planetarisk kylning.
Långvågig strålning spänner i allmänhet över våglängder från 3–100 mikrometer (μm). En gräns på 4 μm används ibland för att skilja solljus från långvågig strålning. Mindre än en procent av solljuset har våglängder större än 4 μm. Över 99 procent av utgående långvågsstrålning har våglängder mellan 4 μm och 100 μm.
Energiflödet som transporteras av utgående långvågsstrålning mäts vanligtvis i enheter av watt per kvadratmeter (W/m2). När det gäller globalt energiflöde erhålls värdet av denna genom att dividera det totala energiflödet över jordklotet (mätt i watt) med jordens yta, 5,1 × 1014 m2 (5,1 × 108 km2).
Att sända ut utgående långvågsstrålning är det enda sättet som jorden förlorar energi till rymden, det vill säga det enda sättet som planeten kyler sig själv. Strålningsvärme från absorberat solljus och strålningskylning till rymden via OLR driver värmemotorn som driver atmosfärens dynamik.
Balansen mellan OLR (energiförlust) och inkommande kortvågsstrålning från solen (energivinst) avgör om jorden upplever global uppvärmning eller kylning.

## Planetarisk energibalans

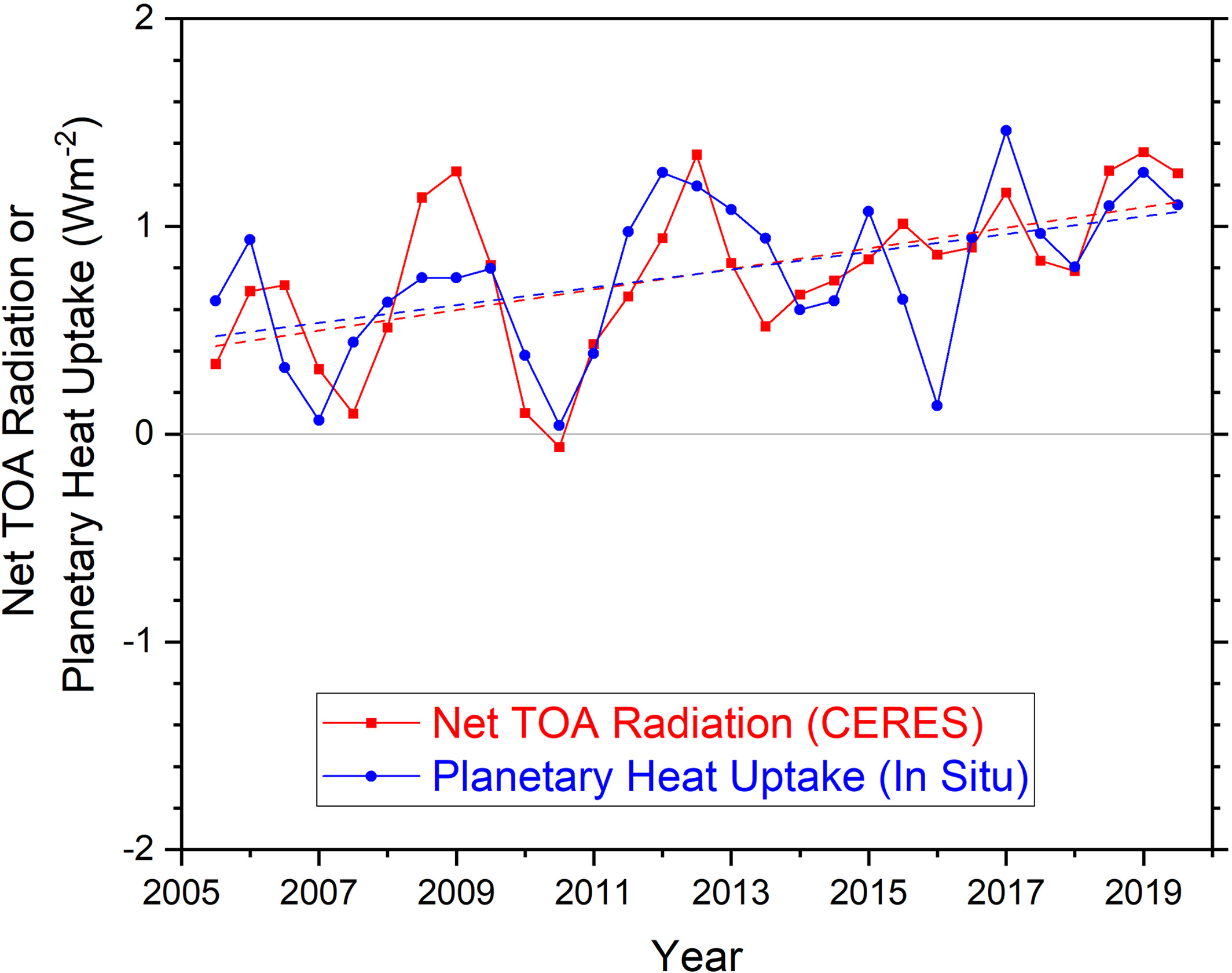
Tillväxten i jordens energiobalans från satellit- och in situ-mätningar (2005–2019). En hastighet på +1,0 W/m^{2} summerad över planetens yta motsvarar ett kontinuerligt värmeupptag på cirka 500 terawatt (ca 0,3 procent av den infallande solstrålningen).

Utgående långvågsstrålning (OLR) utgör en kritisk komponent i jordens energibudget.
Principen om energins bevarande säger att energi inte kan uppstå eller försvinna. Alltså måste all energi som kommer in i ett system men inte lämnar behållas i systemet. Mängden energi som finns kvar på jorden (i jordens klimatsystem) styrs således av en ekvation:
[förändring i jordens energi] = [inkommande energi] − [utgående energi].
Energi kommer i form av absorberad solstrålning (ASR). Energi lämnar som utgående långvågsstrålning (OLR). Således är förändringshastigheten i energin i jordens klimatsystem given av jordens energiobalans (EEI):
{\displaystyle \mathrm {EEI} =\mathrm {ASR} -\mathrm {OLR} }.
När energin kommer in i en högre takt än den lämnar (det vill säga ASR > OLR, så att EEI är positiv), ökar mängden energi i jordens klimat. Temperatur är ett mått på mängden termisk energi i materia. Så under dessa omständigheter tenderar temperaturerna att öka totalt (även om temperaturen kan minska på vissa ställen när energifördelningen ändras). När temperaturen ökar, ökar också mängden värmestrålning som sänds ut, vilket leder till mer utgående långvågsstrålning (OLR) och en mindre energiobalans (EEI).
På liknande sätt, om energi anländer med en lägre hastighet än den lämnar (det vill säga ASR< OLR, så än EEI är negativ), minskar mängden energi i jordens klimat och temperaturen tenderar att minska totalt sett. När temperaturen sjunker minskar OLR, vilket gör obalansen närmare noll.
På detta sätt justerar en planet naturligt hela tiden dess temperatur för att hålla energiobalansen liten. Om det absorberas mer solstrålning än vad OLR sänder ut kommer planeten att värmas upp. Om det finns mer OLR än absorberad solstrålning kommer planeten att svalna. I båda fallen fungerar temperaturförändringen för att förskjuta energiobalansen mot noll. När energiobalansen är noll, sägs en planet vara i strålningsjämvikt. Naturliga planeter tenderar till ett tillstånd av ungefärlig strålningsjämvikt.
Under de senaste decennierna har energi uppmätts att anlända till jorden i en högre hastighet än den lämnar, vilket motsvarar planetens uppvärmning. Energiobalansen har ökat. Det kan ta årtionden till århundraden för haven att värmas upp och planetens temperatur att skifta tillräckligt för att kompensera för en energiobalans.

## Emission
Termisk strålning sänds ut av nästan all materia, i proportion till fjärde potensen av dess absoluta temperatur.
I synnerhet det utsända energiflödet, {\displaystyle M}(mätt i W/m2) ges av Stefan–Boltzmanns lag för ickesvartkroppar:
{\displaystyle M=\epsilon \,\sigma \,T^{4}}
där {\displaystyle T} är absolut temperatur, {\displaystyle \sigma } är Stefan–Boltzmanns konstant och {\displaystyle \epsilon } är emissionsförmåga. Emissionsförmågan är ett värde mellan noll och ett som anger hur mycket mindre strålning som sänds ut jämfört med vad en perfekt svartkropp skulle sända ut.

### Yta
Emissionsförmågan för jordens yta har uppmätts till att ligga i intervallet 0,65 till 0,99 (baserat på observationer i våglängdsområdet 8-13 mikron) med de lägsta värdena för karga ökenområden. Emissionsförmågan är mestadels över 0,9, och den globala genomsnittliga ytemissionsförmågan uppskattas till cirka 0,95.

### Atmosfär
De vanligaste gaserna i luft (det vill säga kväve, syre och argon) har en försumbar förmåga att absorbera eller avge långvågig värmestrålning. Följaktligen bestäms luftens förmåga att absorbera och avge långvågig strålning av koncentrationen av spårgaser som vattenånga och koldioxid.
Enligt Kirchhoffs lag om termisk strålning är materiens emissionsförmåga alltid lika med dess absorptionsförmåga vid en given våglängd. Vid vissa våglängder absorberar växthusgaser 100 procent av den långvågiga strålningen som sänds ut från ytan. Vid dessa våglängder är atmosfärens emissionsförmåga lika med 1 och atmosfären avger termisk strålning ungefär som en idealisk svartkropp skulle göra. Detta gäller dock endast vid våglängder där atmosfären helt absorberar långvågig strålning.
Även om växthusgaser i luft har en hög emissionsförmåga vid vissa våglängder, motsvarar detta inte nödvändigtvis en hög grad av värmestrålning som sänds ut till rymden. Detta beror på att atmosfären i allmänhet är mycket kallare än jordytan och hastigheten med vilken långvågig strålning sänds ut skalar som temperaturens fjärde potens. Således, ju högre höjd på vilken långvågsstrålning sänds ut, desto lägre är dess intensitet.

## Atmosfärisk absorption
Atmosfären är relativt transparent för solstrålning, men den är nästan ogenomskinlig för långvågig strålning. Atmosfären absorberar vanligtvis det mesta av den långvågiga strålningen som sänds ut av jordytan. Absorption av långvågig strålning hindrar den strålningen från att nå rymden.
Vid våglängder där atmosfären absorberar ytstrålning ersätts en del av den strålning som absorberades av en mindre mängd värmestrålning som emitteras av atmosfären på högre höjd.
När den absorberas överförs energin som överförs av denna strålning till det ämne som absorberade den. Totalt sett avger emellertid växthusgaser i troposfären mer värmestrålning än de absorberar, så långvågig strålningsvärmeöverföring har en nettokylningseffekt på luften.:139

### Atmosfäriskt fönster
Om man antar inget molntäcke, gör de flesta ytemissioner som når rymden det genom atmosfärsfönstret. Atmosfärsfönstret är ett område av det elektromagnetiska våglängdsspektrumet mellan 8 och 11 μm där atmosfären inte absorberar långvågig strålning (förutom ozonbandet mellan 9,6 och 9,8 μm).

### Gaser
Växthusgaser i atmosfären är orsak till huvuddelen av absorptionen av långvågig strålning i atmosfären. De viktigaste av dessa gaser är vattenånga, koldioxid, metan och ozon.
Gasernas absorption av långvågsstrålning beror på de specifika absorptionsbanden för gaserna i atmosfären. De specifika absorptionsbanden bestäms av deras molekylära struktur och energinivåer. Varje typ av växthusgas har en unik grupp av absorptionsband som motsvarar särskilda våglängder av strålning som gasen kan absorbera.

### Moln
OLR-balansen påverkas av moln, damm och aerosoler i atmosfären. Moln tenderar att blockera genomträngning av uppströmmande långvågsstrålning, vilket orsakar ett lägre flöde av långvågsstrålning som penetrerar till högre höjder. Moln är effektiva på att absorbera och sprida långvågsstrålning och minskar därför mängden utgående långvågsstrålning.
Moln har både kylande och värmande effekter. De har en kylande effekt såtillvida att de reflekterar solljus (mätt med molnalbedo), och en värmande effekt, i den mån de absorberar långvågig strålning. För låga moln är reflektionen av solstrålningen den större effekten då dessa moln kyler jorden. Däremot, för höga tunna moln i kall luft, är absorptionen av långvågig strålning den mer betydande effekten, varför dessa moln värmer planeten.

## Förhållande till växthuseffekt

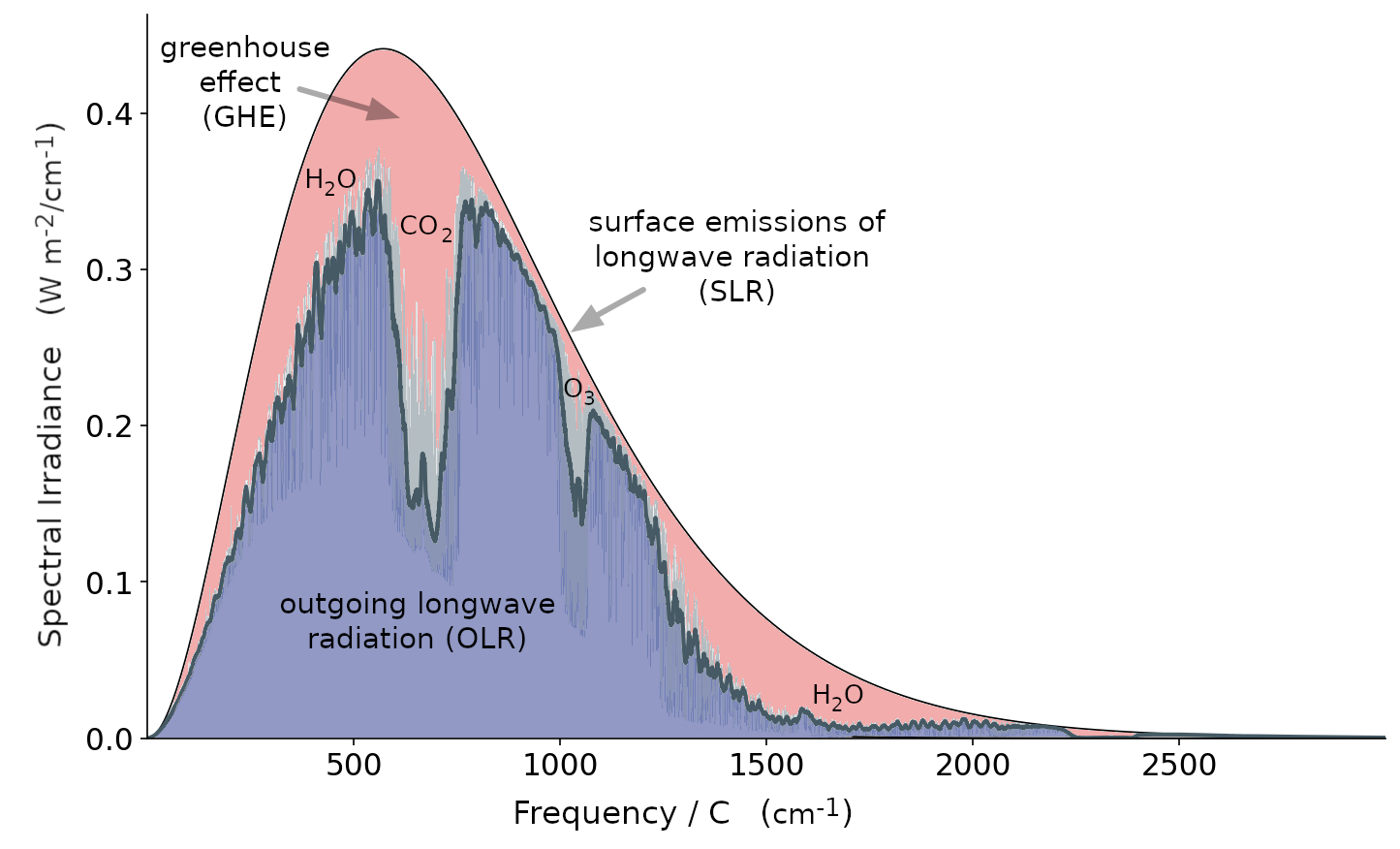
Utgående strålning och växthuseffekt som funktion av frekvens. Växthuseffekten är synlig som arean av det övre röda området, och växthuseffekten till följd av CO_{2} är direkt synlig som den stora nedgången nära mitten av OLR-spektrumet.

Minskningen av den utgående långvågsstrålningen (OLR), i förhållande till långvågsstrålningen som sänds ut av ytan, är kärnan i växthuseffekten.
Mer specifikt kan växthuseffekten definieras kvantitativt som mängden långvågig strålning som sänds ut av ytan som inte når rymden. På jorden år 2015 sändes cirka 398 W/m2 långvågsstrålning ut från ytan, medan OLR, mängden som når rymden, var 239 W/m2. Växthuseffekten var alltså 398−239 = 159 W/m2, eller 159/398 = 40 procent av ytutsläppen, utan att nå rymden.:968,934